# Benzedron
Benzedron, 4-MBC – organiczny związek chemiczny, pochodna katynonu o działaniu stymulującym. Składnik dopalaczy zwanych „solami do kąpieli”.